# Bruno Saby
Bruno Saby (n. 23 februarie 1949, La Tronche, Isère, Franța) este un pilot de raliuri din Franța.
În 1981, Saby a devenit campion francez de raliuri într-un Renault 5 Turbo. El a pilotat pentru echipele oficiale ale Renault, Peugeot, Volkswagen și Lancia în timpul carierei sale din Campionatul Mondial de Raliuri. El a câștigat două etape din campionatul mondial de raliuri în cariera sa - primul, cu un Peugeot 205 Turbo 16 E2, a fost în 1986 Tour de Corse, în care au murit Henri Toivonen și copilotul său Sergio Cresto. Singura lui victorie cu Lancia a fost în raliul Monte Carlo din 1988.
În 1978, Saby a câștigat titlul de campion francez la Rallycross cu un Alpine A110 1600. Pentru sezonul 1988 din Campionatul Francez de Raliuri el a condus o Lancia Delta S4 pentru a deveni vicecampion in urma lui Guy Fréquelin care a condus un Peugeot 205 Turbo 16 Evo 2.
A participat din 1992 până în 2008 la campionatul Rally Cross Country și la Raliul Dakar, câștigat în 1993 cu echipa Mitsubishi. A câștigat campionatul mondial de Rally Cross Country FIA 2005 cu modele Volkswagen Touareg. S-a retras în iulie 2008.

## Victorii în WRC
| # | Eveniment                | Sezon | Copilot                 | Automobil               |
| - | ------------------------ | ----- | ----------------------- | ----------------------- |
| 1 | 30ème Tour de Corse      | 1986  | Jean-François Fauchille | Peugeot 205 Turbo 16 E2 |
| 2 | 56ème Rallye Monte-Carlo | 1988  | Jean-François Fauchille | Lancia Delta HF 4WD     |